# بطولة العالم للكاراتيه 2023
بطولة العالم للكاراتيه لعام 2023 هي بطولة عالمية في رياضة الكاراتيه، أقيمت في مدينة بودابست في المجر خلال الفترة من 24 إلى 29 أكتوبر 2023، وينظمها الاتحاد الدولي للكاراتيه .